# Paolo Marcora
Paolo Emilio Marcora (Busto Arsizio, 15 marzo 1932 – Dairago, 29 febbraio 2020) è stato un calciatore italiano, di ruolo terzino.

## Carriera

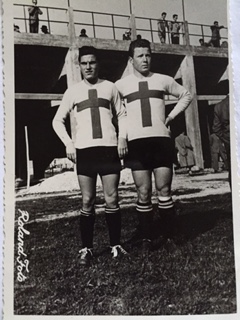
Paolo Marcora giocatore nella rappresentativa Lombarda giovanile.

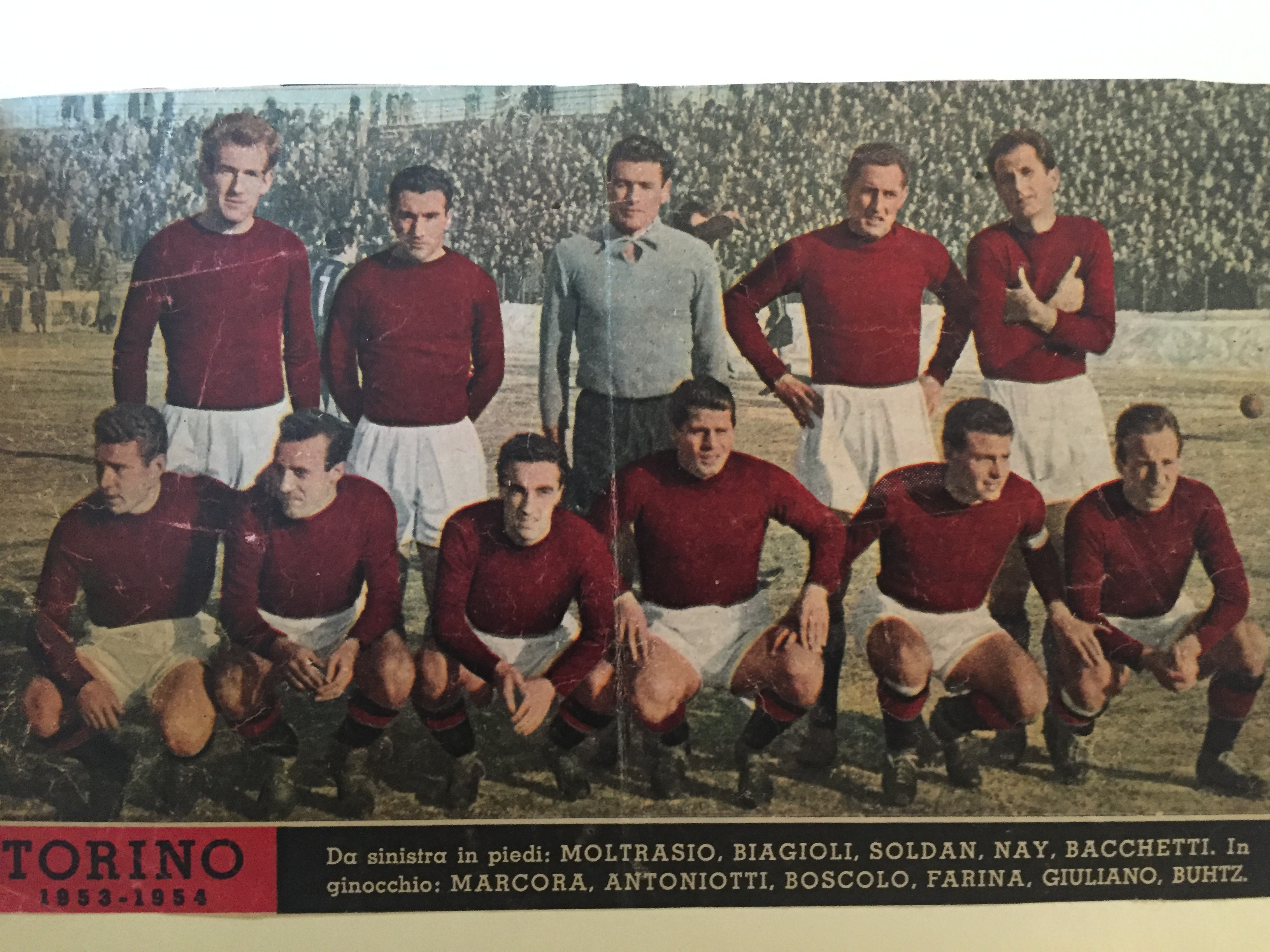
Torino 1953-54 Marcora primo in ginocchio sinistra

Figlio del nazionale Attilio Marcora, giocò per tre stagioni in Serie A con Pro Patria e Torino.
Militò inoltre da titolare nel Bari, con cui giunse in Serie B nel 1955.
Giocò nella rappresentativa lombarda giovanile.

## Note

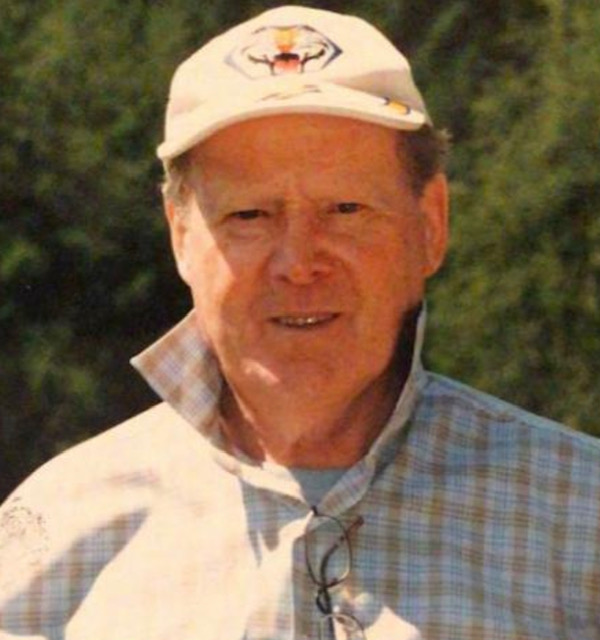
Paolo Marcora negli anni 2010

## Palmarès

### Giocatore

#### Competizioni nazionali
- Serie C: 1

Bari: 1954-1955